# Sektion Würzburg des Deutschen Alpenvereins
Die Sektion Würzburg des Deutschen Alpenvereins e. V. (kurz DAV Würzburg) ist Teil des Deutschen Alpenvereins. Sie ist Betreiber des DAV-Kletterzentrums Würzburg in der Zellerau und besitzt zwei Hochgebirgshütten im Ötztal und Zillertal. Die Sektion hat 10.367 Mitglieder (Stand: 31. Dezember 2024) und ist damit der größte Sportverein in Würzburg und einer der größten Sportvereine Deutschlands sowie auch eine der größten Sektionen des Deutschen Alpenvereins auf Rang 26. Die Sektion wurde am 25. Oktober 1876 gegründet. Gründungsvorsitzender war Karl von Edel.

## Geschichte
Inspiriert durch eine Festveranstaltung 1876 in Bozen durch den Deutschen und Österreichischen Alpenvereins beantragte der Mitbegründer und spätere Vorstand Heinrich Schwager am 23. September 1876 beim Zentralausschuss das DuÖAV in Frankfurt die Zustimmung zur Bildung einer Sektion in Würzburg. Das Ansuchen wurde genehmigt und so berief Schwager am 25. Oktober 1876 die Gründungsversammlung ein. An ihre Spitze berief die junge Sektion den hochangesehenen und im Alpinismus erfahrenen Carl von Edel.
Unter seiner Leitung nahm der Verein einen raschen Aufschwung. Vorrangig wurde das Vortragswesen und die Schaffung einer alpinen Bücherei betrieben. 1880 erhielt die Sektion das erste weibliche Mitglied. Wilhelm Burkhard übernahm 1885 den Vorsitz, in seiner Amtszeit erfolgte am 14. Juli 1889 die Einweihung der nach seinem Vorgänger benannten Karl-von-Edel-Hütte, westlich der Ahornspitze bei Mayrhofen im Zillertal. Ab 1893 übernahm der bis dahin als zweite Vorsitzende amtierende Gründer der Sektion, Heinrich Schwager, den Vorsitz. Ein besonderes Verdienst erwarb sich Schwager durch den Bau der Vernagthütte aus Anlass des 25-jährigen Bestehens der Sektion. Die am 27. August 1901 eingeweihte Hütte ist ein Stützpunkt sowohl für die Gletscherforschung wie für Hochgebirgswanderungen.
Mit Kriegsausbruch 1914 hörte jede alpine Tätigkeit auf, die Hütten mussten schließen, die Sektion schränkte ihren Betrieb auf das Notwendigste ein. In den 1920er Jahren kam die Inflation, da Gebirgsfahrten kaum möglich waren, wurden zur Pflege bergsteigerischer Gesinnung die bis dahin wöchentlichen Herrenabende zu Sektionsabende mit Vorträgen und praktischen Vorführungen ausgebaut. Diese Gepflogenheiten regelmäßiger Zusammenkünfte, werden heute in den monatlichen Sektionsabenden fortgeführt. Die Vernagthütte wurde ab 1919, die Carl-Edel-Hütte ab 1921 wieder bewirtschaftet. Im Kleinen Walsertal wurde das Alte Wäldele als weiterer Stützpunkt im Gebirge gepachtet, leider ging es der Sektion nach 1945 verloren.
1921 wurde die Jugendgruppe gegründet, ebenso zur selben Zeit die Skiabteilung ins Leben gerufen. Vom 16. bis 19. Juli 1926 fand aus Anlass des 50-jährigen Bestehens der Sektion die 52. Hauptversammlung des Deutschen und Österreichischen Alpenvereins in Würzburg statt. Die Stadt stand ganz im Zeichen des Edelweißes und prangte im Schmuck von Blumen, Laubgewinden und Fahnen aller Gaue Deutschlands und Österreichs. 1936 erfolgte die Eingliederung in den Reichsbund für Leibesübungen. Damit erhielt die Sektion den Charakter eines Sportvereins. Auf Initiative und unter der Leitung von Heribert Faltenbacher dem ersten Vorstand errichteten 1940 die Mitglieder der Sektion Würzburg des Deutschen Alpenvereins auf eigenem Grundstück unterhalb der Felswände des Kalbensteins eine Schutz- und Rasthütte. Zur Würdigung des Initiators wurde die Hütte Falteshütte genannt.
In der Bombennacht des 16. März 1945 verbrannten mit der Residenz die dort untergebrachte umfangreiche alpine Bücherei, eine sehr wertvolle Kupferstichsammlung und alle die Sektion betreffenden Unterlagen. 1945 wurde beim Einmarsch der amerikanischen Besatzungstruppen die Sektion, wie alle deutschen Vereine, verboten. Am 22. September 1947 wurde beim Stadtrat Würzburg die Zulassung des Vereins beantragt. Am 13. Januar 1948 kam die Genehmigung und der Alpenverein Würzburg wurde am 9. Mai 1949 in das Vereinsregister eingetragen. Der Hauptverein nunmehr vom Österreichischen Alpenverein abgetrennt, wurde erst am 21./22. Oktober 1950 durch die „12 Apostel“ in Würzburg unter dem Namen „Deutscher Alpenverein“ (DAV) wiedergegründet.
Am 25. Oktober 1976 richtete die Sektion Würzburg anlässlich ihres 100-jährigen Bestehens die Hauptversammlung des Deutschen Alpenvereins aus. Als letzte der drei Hütten wurde die Falteshütte 1994 bis 1995 generalüberholt, Ende September 2020 erfolgte der Verkauf an ein Vereinsmitglied. 1994 wurde in der Kaiserstraße in Würzburg wieder ein kleines Sektionszentrum geschaffen. Endlich konnte dort auch eine Bibliothek eingerichtet werden. Im Jahr 2009 öffnete das DAV Kletterzentrum in der hinteren Zellerau. Im Kletterzentrum wird eine große Auswahl an Kletterkursen angeboten. Die Geschäftsstelle befindet sich seit 2015 in neuen Räumen in der Weißenburgstraße 59a.

## Sektionsvorsitzende
Eine chronologische Übersicht über alle Präsidenten der Sektion seit Gründung.
| Amtszeit  | Präsident              | Anmerkung                   |
| --------- | ---------------------- | --------------------------- |
| 1877–1885 | Karl von Edel          | Hochschullehrer             |
| 1886–1889 | Wilhelm von Burkhard   | Regierungs- und Fiscalrat   |
| 1890–1892 | Ludwig Glück           | Militärgerichtsdirektor     |
| 1893–1901 | Heinrich Schwager      | Hochschullehrer             |
| 1901–1919 | Hans Modlmayr          | Hochschullehrer             |
| 1920–1921 | Christian Oertl        | Frauenarzt                  |
| 1921–1924 | Hans Keck              | Praktischer Arzt            |
| 1924–1945 | Josef Stegner          | Taubstummenoberlehrer       |
| 1947–1951 | Josef Kern             | Senator e. h. Direktor      |
| 1951–1951 | Heribert Faltenbacher  | Kaufmann                    |
| 1951–1955 | Heinrich Mayer         | Oberregierungsbaurat        |
| 1955–1960 | Horst Mensching        | Hochschullehrer             |
| 1960–1965 | Michael Plier          | Rechtsanwalt                |
| 1965–1979 | Hans Kauzinger         | Regierungsbaudirektor a. D. |
| 1979–1991 | Ulrich Glaser          | Akademischer Direktor       |
| 1991–2003 | Karl-Werner Pflughaupt | Akademischer Direktor       |
| 2003–2012 | Karlheinz Lang         |                             |
| 2012–2015 | Klaus Nees-Brand       |                             |
| 2015–2016 | Jürgen Graf            | komm. Vorstand              |
| 2017–2018 | Florian Jung           |                             |
| 2018–2020 | Martin Rainer          |                             |
| 2020–2025 | Klaus Beutel           |                             |
| 2025–     | offen                  |                             |

## Bekannte Mitglieder
- Georg-Maria Schwab

## Hütten

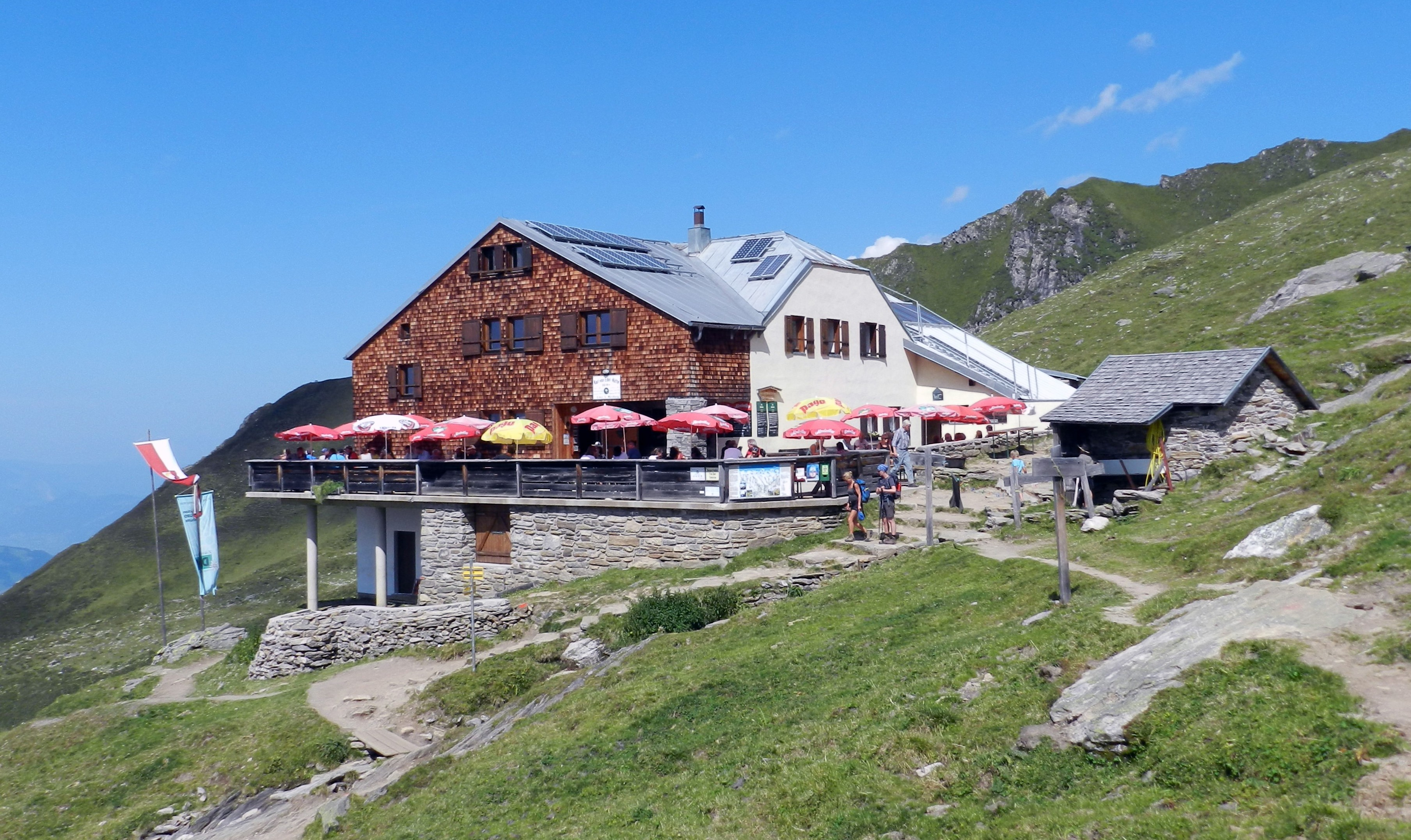
Blick auf die Karl-von-Edel-Hütte

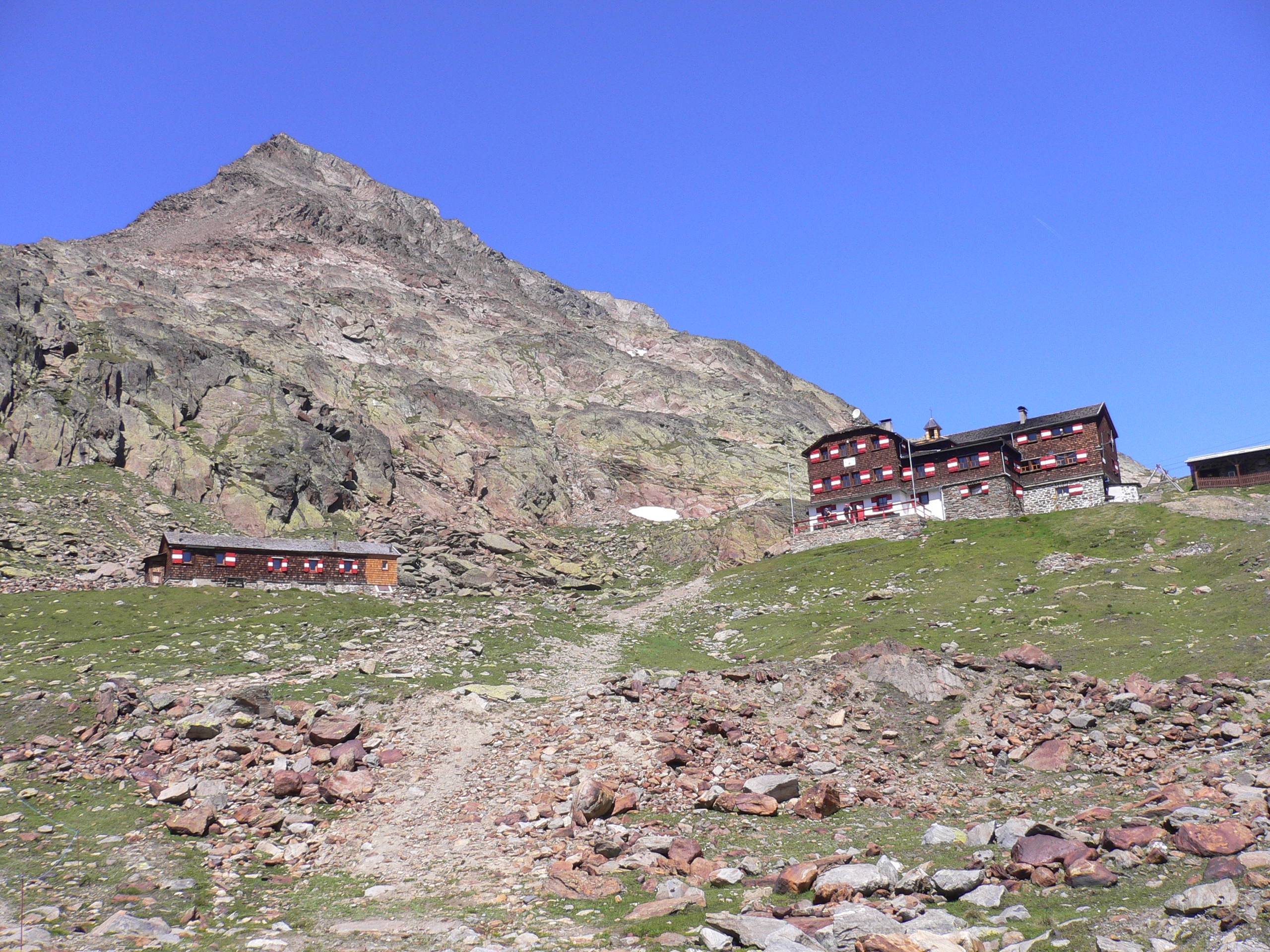
Vernagthütte mit dem Hintergrasleck

- Karl-von-Edel-Hütte in den Zillertaler Alpen (2238 m ü. A.), auch „Edelhütte“ (benannt nach Karl von Edel)
- Vernagthütte in den Ötztaler Alpen (2755 m ü. A.)

Ehemalige Hütten
- Falteshütte, am Kalbenstein im Spessart (180 m ü. NHN) bei Karlstadt
- Skihütte bzw. Bergheim „Altes Wäldele“ im Kleinwalsertal[9]

## Kletteranlagen
- DAV-Kletterzentrum Würzburg[2]

ehemalige Kletteranlagen
- Kletterstudio Geiselwind[10]